# ティノ・エデルマン
ティノ・エデルマン（Tino Edelmann、1985年4月13日 - ）は、東ドイツ、カール＝マルクス＝シュタット県（現在のザクセン州ケムニッツ行政管区）アンナブルク=ブッフホルツ出身の元ノルディック複合選手。

## プロフィール
ノルディックスキージュニア世界選手権では2002年と2003年の団体戦で2年連続優勝、2004年は銀メダル3個を獲得、2005年はグンダーセン銀、スプリント銅、団体戦金メダルと大活躍した。
ノルディック複合・ワールドカップへは2003年1月1日のオーベルホフでデビューし41位だったが以後はワールドカップBとの往復で、Bでは好成績を残すもののワールドカップでは目立った成績は残せずにいた。
2005年ノルディックスキー世界選手権ではスプリント18位、2007年ノルディックスキー世界選手権ではスプリント11位、団体戦では銀メダルを獲得。
2009年ノルディックスキー世界選手権ではマススタートと団体戦で銀メダルを獲得、ノーマルヒル+10kmでは9位、ラージヒル+10kmでは7位に入った。ワールドカップ総合では8位と自己最高位を更新した。
2009-2010シーズンは開幕から好調で、12月6日にはリレハンメルでのラージヒル+10kmでワールドカップ初勝利をあげ、2010年バンクーバーオリンピックの団体戦ではヨハネス・ルゼック、エリック・フレンツェル、ビョルン・キルヒアイゼンとともに銅メダルを獲得した。ワールドカップ総合は5位と自己最高を更新、シーズン終了時点でワールドカップ通算1勝（2位2回、3位2回）である。